# Cauto Cristo
Cauto Cristo är en ort i Kuba.   Den ligger i provinsen Provincia Granma, i den sydöstra delen av landet, 700 km öster om huvudstaden Havanna. Cauto Cristo ligger 49 meter över havet och antalet invånare är 21 159.
Terrängen runt Cauto Cristo är platt. Runt Cauto Cristo är det ganska glesbefolkat, med 48 invånare per kvadratkilometer. Det finns inga andra samhällen i närheten. Omgivningarna runt Cauto Cristo är en mosaik av jordbruksmark och naturlig växtlighet.